# Johann Friedrich Böttger

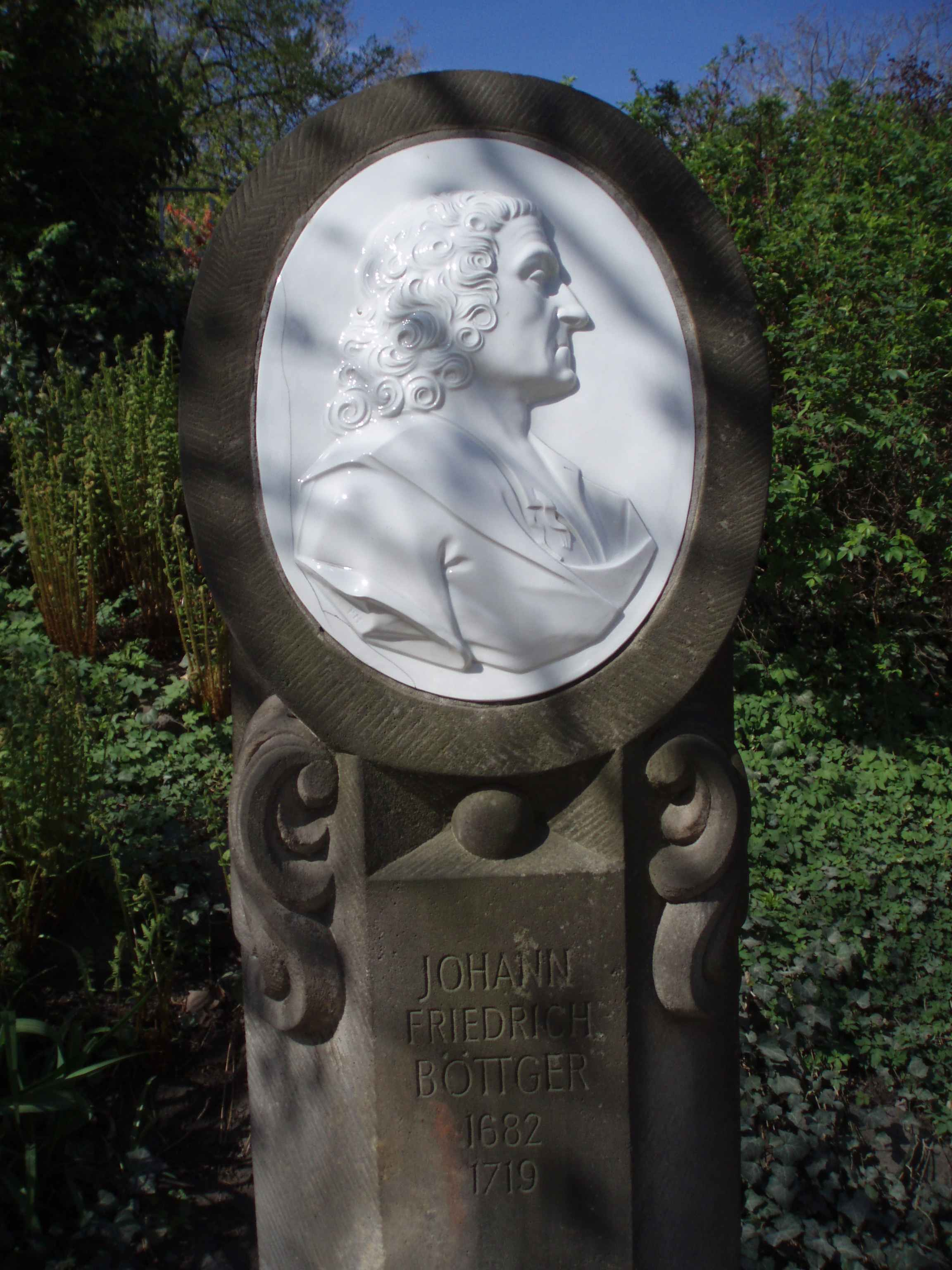
Monument pentru Johann Friedrich Böttger în Dresden (Brühlsche Terrasse), realizat de Peter Makolies

Johann Friedrich Böttger (n. 4 februarie 1682, Schleiz – 13 martie 1719, Dresda) a fost un alchimist, chimist și inventator german. El a fost co-inventator al porțelanului din Europa. El a fost cel care a inventat porțelanul de Saxonia și cel care a înființat manufactura de porțelan de Meissen.